# Ditrochée
Le ditrochée (grec ancien διτρόχαιος, ditrokhaios, « double trochée », de δὶς, « deux », et τρόχαιος, « trochée » ; latin ditrochaeus), aussi appelé dichorée, est un pied tétrasyllabique de la métrique antique, notamment grecque et latine, composé de quatre syllabes, la première et la troisième étant longues, les autres brèves. Il contient six mores. Son schéma métrique est : | — ∪ — ∪ |. Ainsi se présentent les mots latins flūctŭōsă, æstĭmārĭ, voire cōnvălēscānt. On peut en effet distinguer la dipodie trochaïque pure | — ∪ — ∪ | et la dipodie trochaïque courante | — ∪ — — | (Dain).
Le ditrochée peut se décomposer en deux trochées : | — ∪ | — ∪ |.
Le ditrochée apparaît comme une clausule dans la prose classique, notamment chez Cicéron et Thucydide.